# Bern története
A svájci főváros, Bern története közel ezer évre tekint vissza. A fordulatokban szűkölködő évszázadok megkímélték a várost a súlyos háborús pusztításoktól, s lehetővé tették a gazdag kereskedőváros egyenletes fejlődését, háborítatlan virágzását.

## A város alapítása

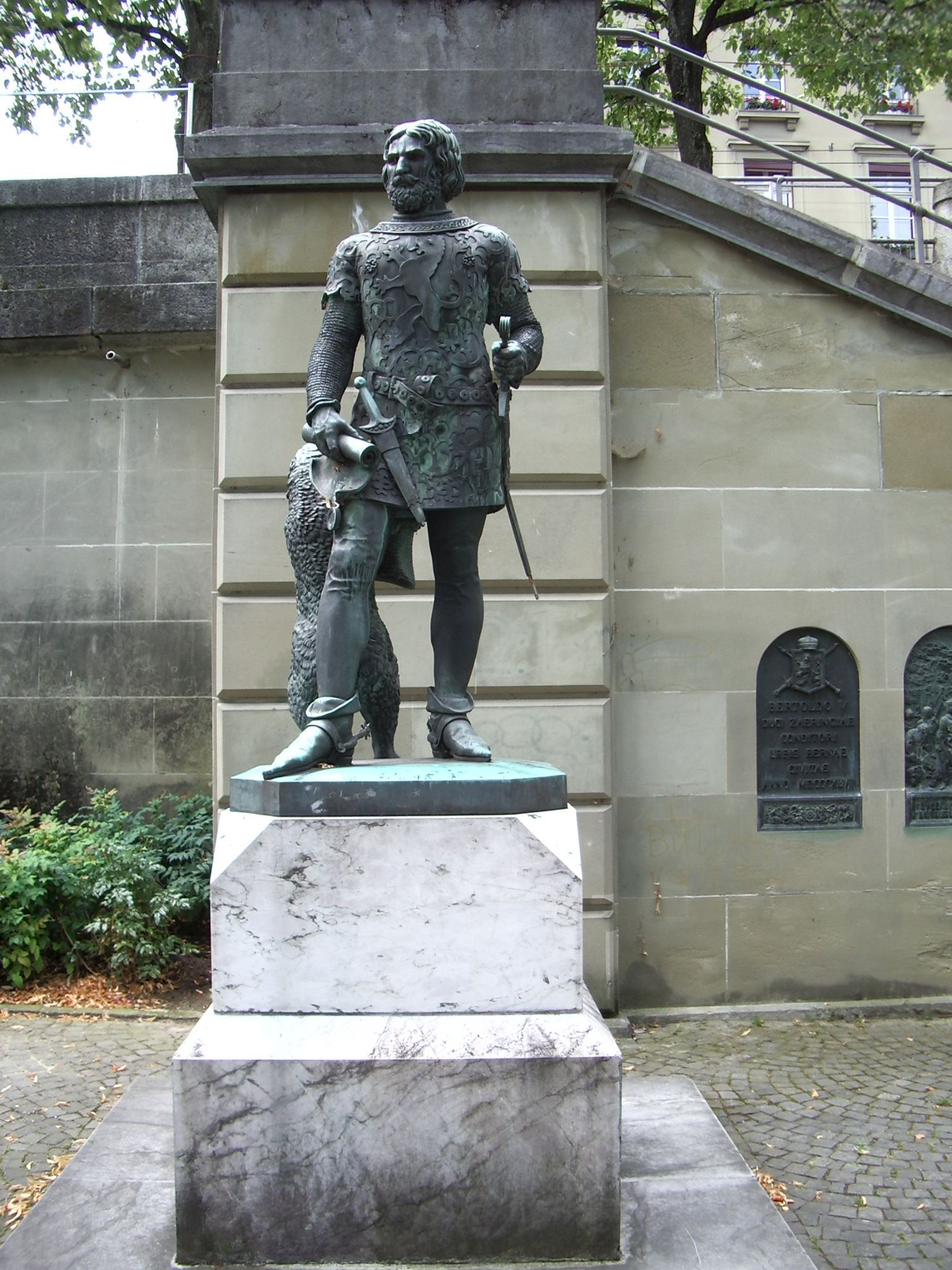
A városalapító V. Bertold szobra a Nydegg-templom közelében

Bern környéke a római korban elszórtan lakott volt, a kora középkor évszázadaira azonban elnéptelenedett az előbb alemann, longobárd, 532-től frank, 888-tól burgundiai, majd 1032-től német-római fennhatóság alatt álló terület.
Hagyományosan 1191-ig vezetik vissza a város történelmét. V. Bertold zähringeni herceg, egyben Kis-Burgundia kormányzója ebben az évben emeltette Nydegg várát (Nydeggburg, néha Nydeckburg) a mai óváros keleti végében, az Aare kanyarulatában. V. Bertold tervei szerint egy városnak kellett felépülnie az erődítés körül, s az építés vezetésével és felügyeletével Cunon de Bubenberg lovagot bízta meg. A város alig pár év elteltével fel is épült a földnyelvnek a mai Óratorony (Zeitglockenturm) vonalától keletre eső részén. Feltevések szerint az új város neve a német Bär (’medve’) szóra megy vissza, s népetimológiai magyarázata az, hogy a herceg által a mai óváros körül elterülő tölgyes erdőségben elsőként elejtett vad egy medve volt.

## A város történelme 1848-ig
A lakosság már az első évtizedekben is gyorsan gyarapodott, köszönhetően annak, hogy a herceg különféle privilégiumokat biztosított a betelepülőknek. V. Bertold 1218. február 14-ei halálát követően Bern közvetlenül a német-római korona fennhatósága alá került. II. Frigyes nem törölte el a berniek kiváltságait, sőt, újabbakat biztosított: a városnak szabadságában állt saját pénzt veretni és saját hatáskörében törvényt ülni a bűnt elkövető városlakók felett. Frigyes Ravensburgi Ottót nevezte ki berni kormányzóvá. 1232-től azonban Ottó szolgálataira nem volt tovább szükség, II. Frigyes ekkor tette Bernt szabad birodalmi várossá, saját önkormányzattal, a kétszáz tagú nagytanáccsal (Grosser Rat). A város szédületes iramban fejlődött, a környék mezőgazdasági terményeinek piacot biztosító, pezsgő kereskedelmi életű Bern tovább növekedett. II. Péter savoyai gróf 1255–1265 közötti protektorátusa alatt kiépült egészen a mai Ketrec-toronyig (Käfigturm). A városfejlődés következő fordulópontja 1346-ra esett, amikor felépült a mára lebontott Kristóf-torony (Christoffelturm), s ezzel Bern gyakorlatilag elérte a mai óváros kiterjedését, s a városfalhoz tapadó településekkel együtt a népessége becslések szerint meghaladta a 30 ezer főt.

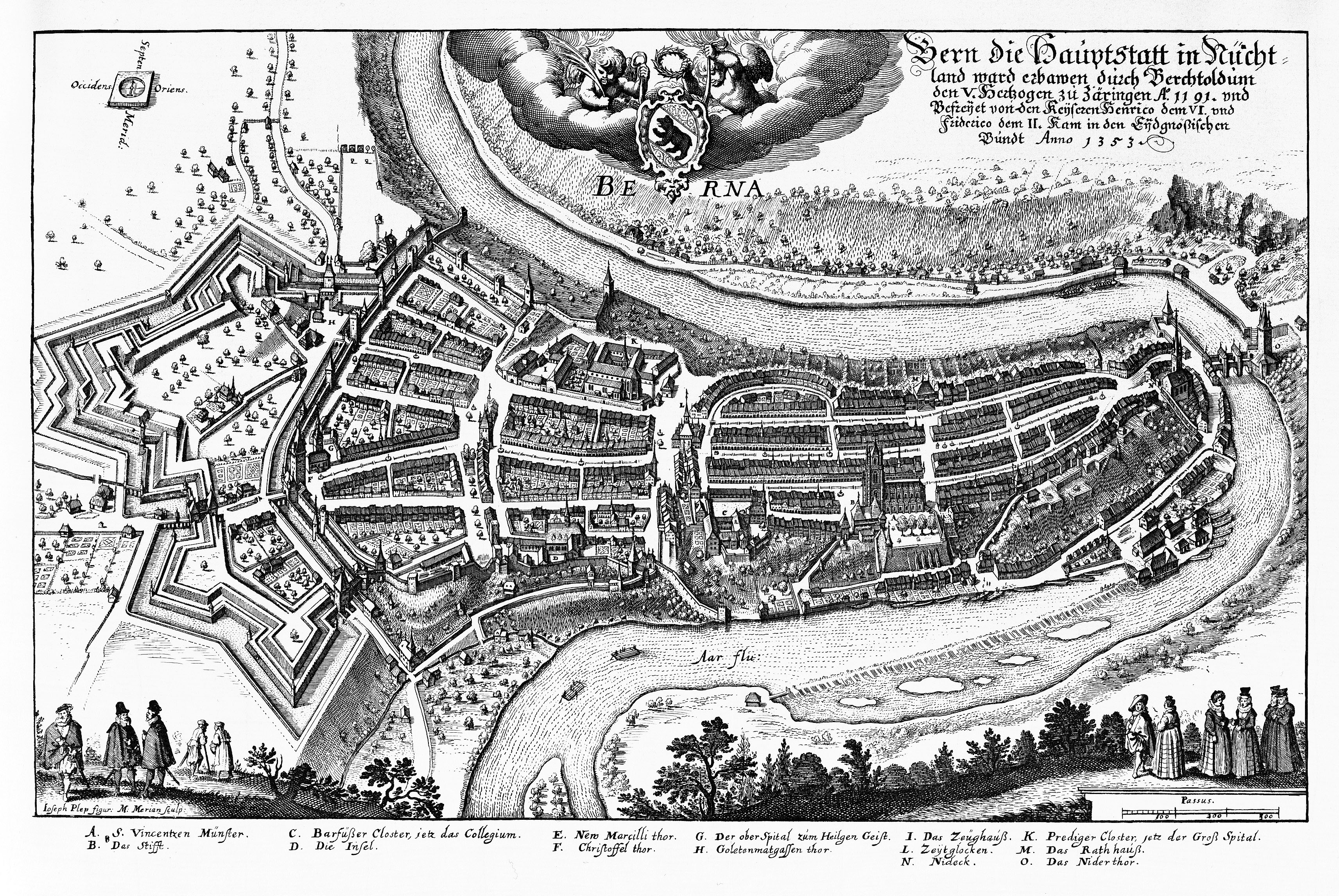
Bern átnézeti térképe egy 1638-as metszeten

A középkor és az újkor folyamán Bern gazdasági fejlődése néhány rövidebb háborús időszaktól eltekintve zavartalan volt. Ezekben a ritka vérzivataros években sem közvetlenül Bern városát dúlták fel ellenséges csapatok, hanem a magisztrátus által kiállított hadsereg védte a berni érdekeket – a várostól távol. 1298-ban a közeli Jammertalban, 1339-ben pedig a szomszédos Laupen településnél győzték le a berniek a rivális fribourgiakat. 1353-ban a város csatlakozott a kantonok szövetségéhez, a Svájci Konföderációhoz, s ettől fogva a korábbiaknál is békésebb időszak köszöntött rá. 1405-ben ugyan rendkívül súlyos tűzvész pusztította el a várost, de ezt követően a házak java részét ma ismert formájukban, homokkőből hamar újjáépítették. 1439-ben pestisjárvány tizedelte meg Bern lakóit.
1526-ban nyomtatták ki az első protestáns Bibliát a városban, amelynek következményeként 1528-ig vallási viszály dúlt Bernben. A protestánsok oldalára állt város ezt követően részt vett az 1531-es vallási háborúban, majd az ugyancsak a katolikusok elleni 1655-ös első, és 1712-es második villmergeni háborúban. Időközben a városvezetők túlkapásai elleni 1653-as, 1723-as és 1749-es felkelések is megzavarták Bern belső életét. 1798. március 22-én I. Napóleon csapatai – Brune tábornok vezetésével – elfoglalták és annektálták a várost. Bern évszázados hagyományokon nyugvó önkormányzati rendszerét felszámolták, majd szentesítették a Helvét Köztársaság alkotmányát. 1802-ben ugyan Napóleon csapatai elhagyták a várost, de a francia fennhatóság csak 1830-ban szűnt meg.

## A svájci főváros történelme
1848. november 28-án Bern a konföderáció szövetségi fővárosa lett. Azóta itt található a törvényhozás és a végrehajtás állami szerveinek székhelye, valamint Bern kanton közigazgatási hivatalai is. Az elmúlt két évszázadban több kulturális intézményt is áttelepítettek a városban (például az Aarauban alapított Szövetségi Levéltárat), illetve eleve Bernben alapították (Berni Egyetem, (1834); Svájci Nemzeti Könyvtár, (1895; stb.). Mindemellett a város nemzetközi szerepe sem elhanyagolható: itt székel többek között az Egyetemes Postaegyesület és a Nemzetközi Vasúti Szállítási Központi Iroda.

### Külső hivatkozások
- Bern részletes történelme franciául

## Lásd még
- A város településtörténetéhez: Bern óvárosa#A városszerkezet